# Chionarctia nivea
Медведица снежная (лат. Chionarctia nivea) — вид чешуекрылых из семейства эредиды. Вид описан Эдуардом Петровичем Менетрие в 1859 году.

## Описание
Тело бабочки покрыто белыми волосками: на брюшке сверху и по бокам ряд чёрных пятен, бока розовые. Передние и задние крылья белые, с металлическим блеском и выраженными чёрными жилками.
Бабочки летают с последних чисел июня до начала августа.

## Ареал
Распространена на Дальнем востоке России, а также в Китае, Корее и Японии.